# Abbaye Saint-Maurice de Minden
Pour les articles homonymes, voir Saint-Maurice.
L'abbaye Saint-Maurice est une ancienne abbaye bénédictine à Minden, dans le Land de Rhénanie-du-Nord-Westphalie et l'archidiocèse de Paderborn.

## Histoire

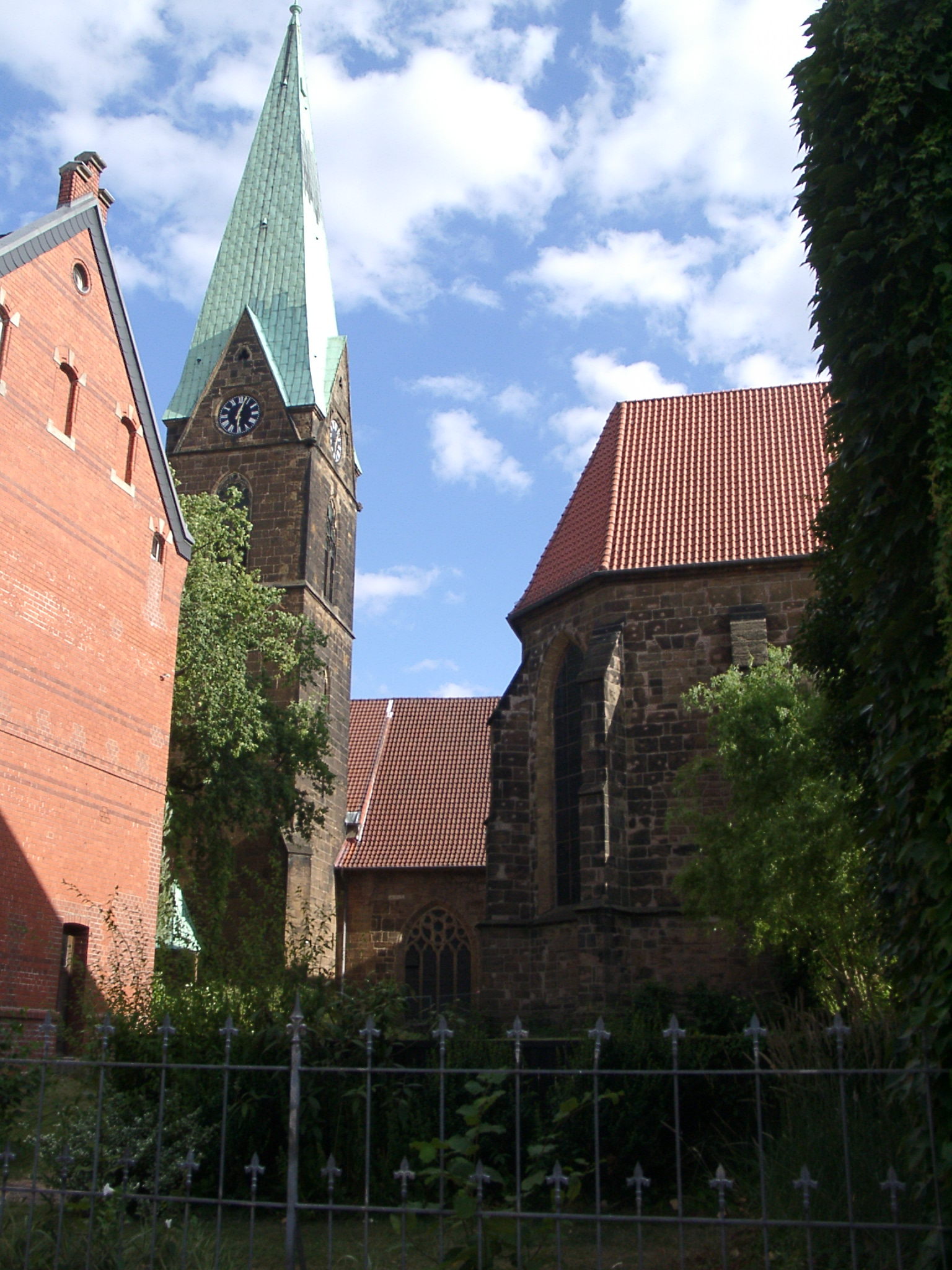
Églises de St-Siméon (en arrière) et de Saint-Maurice (à droite)

L'abbaye est fondée en 1042 par l'évêque de Minden, Bruno von Waldeck, en vue de sécuriser le gué sur la Weser, sur une île des plaines de la Weser. Le monastère est ainsi l'un des premiers établissements sur la rive orientale de la Weser et contribue au développement de la rive droite de la Weser ; il est également appelé monastère sur l'île en raison de sa situation inhabituelle.
À partir du XIVe siècle, sur une zone appartenant au monastère, sur la rive droite de la Weser, de l'argile est extraite pour une briqueterie. Ceci est attesté par deux documents datant de 1353, qui sont susceptibles d'être la première preuve de la fabrication de briques dans la ville.
En raison de la menace d'inondations et de pillages, le monastère est déplacé en 1434 à son emplacement actuel sur la rive opposée de la Weser à côté de l'église Saint-Siméon, qui devient en même temps église abbatiale et paroissiale. Elle redevient seulement paroissiale après la construction de l'église Saint-Maurice en 1475. Après la consécration, les ossements du fondateur du monastère, Bruno von Waldeck, qui avait été réenterré de l'île de la Weser dans l'église Saint-Siméon, sont transférés dans la nouvelle église Saint-Maurice.
Le monastère bénédictin rejoint après quelques difficultés en 1464 la congrégation de Bursfelde, qui marque l'apogée du monastère. Dans les années qui précèdent la Réforme, les prêtres de Saint-Siméon sont partiellement nommés par l'abbaye Saint-Maurice. Les moines, expulsés de 1529 à 1552, sont déplacés vers l'abbaye de Rintelen. En 1572, les moines doivent à nouveau quitter l'abbaye. Le monastère, qui après l'expulsion temporaire des moines et la confiscation d'une partie de la propriété monastique a de grandes difficultés financières, fait face à plusieurs faillites. En 1690, il a seulement sept moines qui vivent dans le monastère sans abbé. Respectant les règles de la congrégation de Bursfelde, Le 5 septembre 1696, l'abbé Nikolaus von Zitzewitz en tant que définiteur initie l'appropriation du monastère appauvri de Saint-Maurice de Minden. L'incorporation dans l'abbaye de Huysburg est confirmée par l'électeur Frédéric III de Brandebourg le 14 février 1697. La direction de Saint-Maurice est dès lors confiée à un prévôt désigné par l'abbé de Huysburg. Ce prévôt est maintenu après la dissolution de Huysburg en 1810. En 1801, il y a encore six moines à Minden.
Le 16 octobre 1810, l'abbaye est dissoute par un décret du roi de Westphalie Jérôme Bonaparte.